# Shannon Walker
Shannon Walker, född 4 juni 1965 i Houston, Texas, är en amerikansk astronaut uttagen i astronautgrupp 19 den 6 maj 2004.

## Familjeliv
Walker är gift med den amerikanske astronauten Andy Thomas.

## Karriär
BSc i fysik vid Rice University 1987
MSc i astrofysik vid Rice University 1992
PhD i astrofysik vid Rice University 1993
Walker har tidigare sökt in till astronautgrupperna 15, 16, 17 och 18

## Rymdfärder
- Sojuz TMA-19 (Expedition 24/25)
- SpaceX Crew-1 (Expedition 64)

Den 16 november 2020 sköts hon, som första kvinna, upp med SpaceX Crew-1 för att delta i Expedition 64.

## Eftermäle
År 2022 döptes ett av Spacex supplyfartyg till Shannon efter Shannon Walker.